# 瑶山瓦韦
瑶山瓦韦（学名：Lepisorus kuchenensis）为水龙骨科瓦韦属下的一个种。

## 扩展阅读
- 維基物種上的相關：瑶山瓦韦